# Bandjoun Station
Bandjoun Station (litt. « Gare de Bandjoun »), conçu par Barthélémy Toguo et inauguré en 2013, est un centre culturel situé à Bandjoun, au Cameroun.
Il est le premier centre culturel du Cameroun.

## Histoire
Bandjoun Station : Un Laboratoire Culturel et Social au Cœur des Hauts-Plateaux Bamiléké.
Située dans les hauts-plateaux bamiléké au Cameroun, Bandjoun Station est un projet ambitieux qui a vu le jour en 2000 sous l’impulsion de l’artiste international Barthélémy Toguo. Ce centre culturel, social et agricole a officiellement ouvert ses portes en novembre 2013, devenant rapidement un lieu incontournable pour les échanges artistiques et culturels.

Barthélémy Toguo, originaire de la région, a conçu Bandjoun Station comme un véritable « laboratoire sans frontières ». Son objectif est de créer un espace où l’art contemporain rencontre les traditions locales, favorisant ainsi un dialogue interculturel et intergénérationnel. Le centre se compose de deux bâtiments principaux : un centre d’art de trois étages et un atelier de quatre étages, tous deux construits dans le respect de l’architecture traditionnelle locale avec des toitures en double pyramide et des façades en baie vitrée miroitée bleu ciel.
Bandjoun Station ne se limite pas à être un simple centre d’art. Il s’agit également d’un lieu de résidence pour artistes, offrant des espaces de travail et de vie pour des créateurs venus du monde entier. Les artistes en résidence ont l’opportunité de travailler sur des projets en lien avec le contexte humain et naturel du site, tout en participant à des activités et événements locaux, nationaux et internationaux.
Située dans les hauts-plateaux bamiléké au Cameroun, Bandjoun Station émerge progressivement depuis son lancement en 2000. Ce projet d'envergure, à la fois social, culturel et agricole, ouvre officiellement ses portes en novembre 2013. L'artiste international Barthélémy Toguo, à l'origine de cet espace d'échanges, souhaite offrir à sa région natale un véritable "laboratoire sans frontières.

## Architecture
Bandjoun Station se constitue de deux bâtiments. Le premier bâtiment est un centre d'art de trois étages élevé à une hauteur 25 m et le deuxième est un atelier de 22 m de hauteur construit sur quatre étages. L'edifice est surmonté d'un pignon de 11 m de hauteur et couvert d'une charpente à double pyramide. Tout ceci dans le respect des normes de l’architecture traditionnelle locale avec ces toitures. La façade en baie vitrée est un miroitée bleu ciel qui confrère une élégance moderne à l’édifice tout en protégeant les œuvres de la lumières naturelle.Le premier immeuble est composé de cinq niveaux et inclut un sous-sol, un salon de lecture, des salles d’expositions temporaires et des œuvres issues des échanges internationaux. Le deuxième immeuble comprend des chambres, une salle à manger, des ateliers/studios, et une grande salle de travail commune.
Le centre Point de rencontre polyvalent, Bandjoun Station comprend une bibliothèque, une salle de projection, quinze salles pour accueillir des artistes étrangers et deux espaces pour les collections d'art (un permanent et un temporaire).
Outre son architecture, Bandjoun Station détient en son sein un espace pour la création et la réflexion. Les autres espaces sont réservés aux salles d'exposition, aux ateliers, à la médiathèque et à une cour intérieure. Cette cour sert de théâtre en plein air pour des rencontres, performances, divertissements, célébrations. Cet espace culturel encourage la fusion entre l'art et la tradition. Les expositions, qu'elles soient permanentes ou temporaires, regroupent des œuvres d'artistes locaux et internationaux. Cette sélection favorise les échanges culturels et met en valeur la diversité ainsi que le dialogue entre diverses perspectives artistiques.
Grâce à Bandjoun Station, l'art contemporain international rencontre la tradition locale de Bandjoun et concerne sa population. Grâce à l'expérience vécue à Düsseldorf, où Toguo est en contact avec l'actionnisme viennois et le groupe Fluxus, les espaces d'exposition et la production artistique sont interconnectés.

### Boutique artisanale
Ce musée se reflète par ce que l'on a l'habitude d'appeler couramment la boutique de souvenir de par ses multiples articles. On y retrouve tout ce qui est art contemporain. On remarquera bien évidement des chemises faitent en tissus Ndop avec plusieurs motifs différents, des catalogues de différentes expositions réalisés par le musée lui-même, et ceux des grandes rencontres internationales, des œuvres d'art, des tasses de café produits et estampées bandjoun station, des pots en terre cuite sous plusieurs formes, et des ouvrages écrits par Barthélémy Toguo.

## Collections
Les collections de Bandjoun Station sont nées d'échanges mondiaux. Elles affichent une richesse artistique qui va au-delà des clichés à l'art africain et encourage les échanges entre différentes cultures. Bandjoun Station est dédiée à la création.
Les activités qui y sont les plus couramment pratiquées sont des ateliers dédiées à la création et des expositions. Nous y retrouverons également une médiathèque et une cour intérieure servant de théâtre en plein aire.

## Expositions
Situé  sur les hauts plateaux de l'ouest, Bandjoun station est un espace dédié à la présentation et à la valorisation de la culture et de l’histoire des peuples de l'ouest Cameroun. Il expose une collection d’objets ethniques et d’art africain, qui permettent aux visiteurs de découvrir la vie quotidienne, les croyances traditionnelles, les arts et les artisanats locaux.
Les expositions du musée mettent en avant la diversité et la richesse culturelle de la région, avec des objets  aux formes variées entre autres des masques, des sculptures, des peintures. Ces objets sont souvent accompagnés de descriptions et d’informations qui permettent aux visiteurs de mieux comprendre leur signification et leur importance dans la culture locale.
En exposant ces objets, le musée de Bandjoun contribue à la préservation et à la transmission de la culture et de l’histoire des peuples de la région de l'ouest ,tout en offrant aux visiteurs une expérience éducative et enrichissante.[réf. nécessaire]